# The One (chanson des Foo Fighters)
Pour les articles homonymes, voir The One.
Singles de Foo Fighters
Next Year
(2000) All My Life
(2002)
The One est un single sorti en 2002 sur la bande originale du film Orange County.

## Liste des titres
Toutes les chansons sont écrites et composées par Dave Grohl, Taylor Hawkins, Nate Mendel, Chris Shiflett.
| No | Titre       | Durée |
| -- | ----------- | ----- |
| 1. | The One     | 2:44  |
| 2. | Win or Lose |       |

## Charts
| Chart (2002)                   | Position |
| ------------------------------ | -------- |
| Australian Singles Chart       | 21       |
| UK Singles Chart               | 77       |
| U.S. Hot Modern Rock Tracks    | 14       |
| U.S. Hot Mainstream Rock Track | 20       |
| Bubbling Under Hot 100 Singles | 21       |